# Epizeuxis pygata
Epizeuxis pygata är en fjärilsart som beskrevs av Embrik Strand 1920. Epizeuxis pygata ingår i släktet Epizeuxis och familjen nattflyn. Inga underarter finns listade i Catalogue of Life.